# Кармеле Лейзаола
Кармеле Лейзаола Аспіазу (Сан-Себастьян, Гіпускоа, 11 травня 1929 — Мадрид, 5 лютого 2021) — венесуельська графічна дизайнерка баскського походження, яка мала значний вплив на венесуельську журналістику. Її вважають піонеркою інформаційного дизайну у Венесуелі, а її робота надихнула багато поколінь журналістів.

## Біографія
Дочка Рікардо Лейзаоли та Марії Аспіазу, вона покинула рідне місто в 1936 році та разом з матір'ю і братами переїхала на південь Франції через громадянську війну в Іспанії.
Його батько, баскський друкар, переїхав до Каракасу в 1940 році і працював менеджером у типографії Варгаса Хуана де Гурусеага.
Кармеле Лейзаола прибула до Венесуели в 1945 році та незабаром вступила до коледжу Сан-Хосе-де-Тарбес для продовження навчання протягом двох років.
У 1959 році вона вийшла заміж за Луїса де лас Хераса, з яким у неї було четверо дітей: журналіст Чомін лас Херас, карикатурист Енеко лас Херас, редактор Мікель лас Херас і Естібаліз лас Херас, яка була керівником відділу мистецтв El Universal у дев'яностих роках.
Вона померла 5 лютого 2021 року в Мадриді через два дні після виписки з COVID-19.

### Кар'єра
У 1947 році Кармеле Лейзаола з батьком почала відвідувати друкарські майстерні Vargas, які знаходилися між Пахарітосом і Ла-Пальма в центрі Каракасу. Маючи схильність до малювання, батько запропонував їй стати перекладачем між швейцарським дизайнером і венесуельцем. Ця робота стала її першим знайомством з графічним дизайном, типографією та журналістикою.
Після свого першого досвіду роботи з типографікою Vargas, Кармеле Лейзаола продовжила співпрацю з виданнями Élite, Momento та la Bohemia de la Cadena Capriles. Там вона взаємодіяла з культурними діячами, такими як Габріель Гарсія Маркес, Симон Альберто Консальві та Гільєрмо Сукре.
У 1979 році він почав працювати в газеті El Nacional, завдяки чому його робота набула широкої популярності. Вона стала першою жінкою, яка приєдналася до редакційного відділу друкованого ЗМІ у Венесуелі.
В наступні роки він продовжував роботу з такими виданнями, як Domingo Hoy, культурний тижневик Economía Hoy, а також створював макети для щомісячних вкладок у Feriado. Працював з професіоналами, як-от Віктор Гюго Іразабаль та Кармен Рієра, яким передавав свої знання.
Кармеле Лейзаола працювала над дизайном як ключовим інструментом журналістики. Вона відкрила новий напрямок в редакційному дизайні Венесуели, роблячи новини в друкованих ЗМІ більш плавними. Кармеле вважала дизайн необхідним інструментом у журналістиці: «журналістика втрачає силу, якщо дизайн їй не допомагає».
Його новаторський стиль використовував пробіли для відображення контрасту між заповненими і порожніми частинами інформації. Він майстерно застосовував типографіку і структуру текстів, надаючи їм баланс і гармонію.

## Нагороди та визнання
У 1982 році вона була відзначена нагородою муніципальної журналістики Венесуели за макет і дизайн, а також орденом Франсіско де Міранда III ступеня в 1984 році.
У 1990 році Карлос Андрес Перес вручив їй Національну журналістську премію.